# Васильово
Васильово е село в Северна България. То се намира в община Тетевен, област Ловеч.

## География
Село Васильово се намира в Тетевенския Балкан, на 12 км от гр. Тетевен и на 6 км от курорта Рибарица. Столицата София е на 130 км, а областният център Ловеч – на 81 км. Източно от селото е разположен връх Васильов (1490 м – най-високият в Предбалкана). На юг са хребетите Дебели дял и Калугерско било, а на север – Нешов камък.
Климатът на селото е благоприятен за почивка в планинска среда. Пролетта е топла за планински условия. Лятото е топло с прохладни вечери. Есента е хладна. Зимата е мека, без преспи и силни ветрове, с трайна снежна покривка – чудесно условие за зимни спортове и игри.
Поляните и ливадите са изпъстрени с цветя и билки. Ядливи гъби се берат през по-голямата част от годината и разнообразяват трапезата на местните хора и гостите на селото.
В горите край селото растат бук, топола, ясен, бреза, явор, бор, ела, смърч, лиственици. По високите скали вият гнезда орли и соколи, а в ниските части – сойка, кълвач, бухал, кукумявка и щъркел.
В горите се срещат елен, сърна, кафява мечка, вълк, лисица, чакал, дива котка, бялка, невестулка, пор и златка. В реките има балканска пъстърва и пападайка.

## История
От древността тръгва историята на селището. По високите рътлини има 12 могили, а по поречието на Васильовската река – още 22. При разкопки на иманяри в могилата Суходол са открити останки от тракийско погребение.
Махала Васильово, която е част от село Рибарица, е призната за отделно село на 7 април 1949 г.

## Население
Численост и дял на етническите групи според преброяването на населението през 2011 г.:
|                     | Численост | Дял (в %) |
| Общо                | 275       | 100,00    |
| Българи             | 274       | 99,63     |
| Турци               | 0         | 0,00      |
| Цигани              | 0         | 0,00      |
| Други               | 0         | 0,00      |
| Не се самоопределят | 0         | 0,00      |
| Неотговорили        | 0         | 0,00      |

## Религии
Селото се състои само от православни християни.

## Културни и природни забележителности
Като стражи около Васильово са застинали интересни скални образувания. За някои от тях – „Яна с братя“, „Гръдено стене“, „Кози камък“, „Опорела“, „Голеш“, „Зедя“, „Каменният дол“ и „Тръса“ се разказват чудни легенди.
Сред известните пещери са „Бабката“, „Симеоново корито“, „Семковата дупка“. Изворът „Курека“ дава началото на 15 километровата Васильовска река, която по течението си надолу събира водите на планински долове и дерета. На около 400 м. след извора е водопадът „Скока“.

## Туристически маршрути във Васильовската планина
Маршрутите могат да се осъществявят с джип.
С.Рибарица /м.Калугеров дол/- Дебели дял – пикник Богоя -х.Васильов- пикник Езерището -с.Васильово
Маршрута е с продължителност около 6 – 7 часа. Ако се тръгне от м.Калугерски дол маршрута върви по полски път до м.Шурдевица и от там по билото на Дебели дял стигаме до погледно място на 1116 м.н.в. за около един час. Място подходящто за правене на снимки и наблюдение на птици. От там се вижда Златишко- Тетевенската планина със своя първенец връх Вежен. Пътеката върви по границата на Защитената местност Черният рът- орнитологично важно място където гнездят над 80 вида птици.
Продължавате по билото където има останки от римски път и тракийски могили и ще стигнете до другото погледно място. Турската могила за около 1 час. След това пътеката навлиза в девствените гори до излизането на билото под връх Васильов за около 2 – 3 часа. Ако сте любители на пикниците може да тръгнете на дясно и да отидете на пикник Богоя. Там могат да отседнат около 100 души. Може да си приготвите храна, има подходящи условия. Ако прехода Ви е за два дни посетете хижа Васильов и върха 1450 м.н.в. и останките от римска крепост „Калето“. Капацитета на хижата е 60 легла. Постоянно ел. захранване, топла вода, туристическа кухня за приготвяне на храна.
С.Рибарица- пикник Богоя – х.Васильов- м.Дебели дял- с.Рибарица
Маршрута е подходящ за еднодневна екскурзия и слизането от върха по билото на Дебели дял е много лек преход, подходящ през всички сезони. Продължителност 5 часа.
С.Васильово- пикник Езерището- х.Васильов- Дебели дял-с.Васильово
Маршрута е с продължителност около 6 – 7 часа. Подходящ е за туристите които са отседнали в с.Васильово.
Богоя- х.Васильов, Езерището- х.Васильов

## Редовни събития
Големият празник на селото е 1 май. На 6 септември празнува махала „Киряшки дол“, а на Димитровден е празникът на Шопската махала. На Сирни заговезни има карнавално шествие, на Тодоровден – конски кушии (надбягвания), а на Петровден е денят на овчар.

## Кухня
Питка в пепел, качамак с пръжки, овче мляко с чушки, саламура от риба и раци, прясно осолено сирене, бял мъж, лучник с киселец, покрекло, сладко и сокове от горски плодове.

## Фолклор
Местният фолклор е запазен. На трапезата и на празници се пеят песните „Хубава Яна“и „Седнала е Марийка“.